# Gul metallblomfluga
Gul metallblomfluga (Lejogaster tarsata) är en blomfluga som beskrevs 1822 av Johann Wilhelm Meigen. Arten ingår i släktet Lejogaster och familjen Syrphidae. Inga underarter finns listade i Catalogue of Life.

## Utbredning
Arten förekommer i nästan hela Europa, även på Korsika och Sicilien i Medelhavet. I Norden förekommer den i Danmark och Sverige men bara sällsynt i Finland och Norge. Vidare sträcker sig utbredningen österut genom Sibirien till Stilla havet och söderut till Afghanistan, Iran, Uzbekistan, Kazakstan, Kirgizistan, Tadzjikistan, Turkmenistan och Mongoliet.

## Utseende
Gul metallblomfluga är en liten, 5-7 mm, helt metallglänsande blomfluga med delvis gula fötter och oftast mer eller mindre gulaktig undersida på antennerna.

## Ekologi
Artens livsmiljö är fuktiga gräsmarker, sötvattenstränder, öppna gräsmarker och brackvattenstränder. Den påträffas ofta i högre vegetation nära stränder, men uppehåller sig kanske främst i hög vattenvegetation längre ut i vattnet.

## Status och hot
I Finland kategoriseras den som starkt hotad medan den i Sverige kategoriseras som livskraftig. De främsta hoten utgörs förmodligen av torrläggning, uppodling eller igenväxning av strandängar.